# Konstruktives Referendum
Das konstruktive Referendum, auch Volksvorschlag oder Gegenvorschlag genannt, ist ein Instrument der direkten Demokratie der Schweiz. Während beim fakultativen Referendum, welches der Bund und alle Kantone kennen, eine Vorlage des Parlaments auf Begehren einer bestimmten Anzahl von Stimmberechtigten der Volksabstimmung unterbreitet wird, kann mit dem Volksvorschlag auf Begehren einer bestimmten Anzahl von Stimmberechtigten zusätzlich eine alternative Vorlage zur Abstimmung gebracht werden. Für den Fall, dass beide Vorlagen eine Mehrheit finden, wird zusätzlich die Stichfrage gestellt, welcher der beiden Vorlagen der Vorzug gegeben wird.
Die Bezeichnung Volksvorschlagsrecht wurde zudem historisch in den deutschen Ländern Baden und Oldenburg synonym für die Volksinitiative genutzt. 

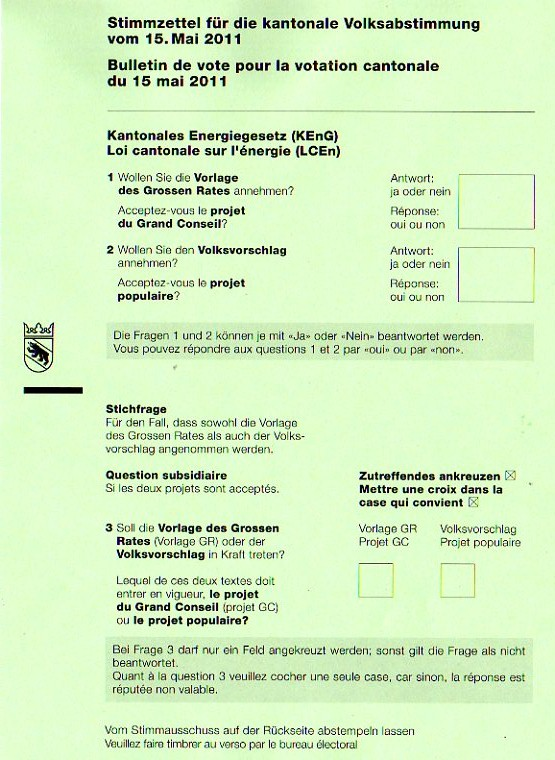
Abstimmungszettel zur Volksabstimmung über den Volksvorschlag am 15. Mai 2011

## Argumente für und gegen das konstruktive Referendum
Das konstruktive Referendum gehört nicht zu den seit dem 19. Jahrhundert praktizierten klassischen Volksrechten. Erst seit dem letzten Jahrzehnt des 20. Jahrhunderts wird die Einführung dieses Instruments auf Bundesebene und in den Kantonen Zürich, Bern und Nidwalden kontrovers diskutiert.
Für die Einführung bzw. Beibehaltung dieses Instruments wurde geltend gemacht, es würde die Gestaltungsmöglichkeiten der Stimmberechtigten auch im Zusammenhang mit Vorlagen, die durch das Parlament initiiert werden, erweitern. Es sollte ein Gegengewicht zum bewahrenden Charakter des klassischen Referendums geschaffen werden. Parlamentsvorlagen sollten nicht länger wegen einzelner umstrittener Punkte infolge einer Kumulation verschieden motivierter Nein-Stimmen («unheilige Allianzen») verworfen werden.
Gegen das Instrument wird argumentiert, es führe zu einem zu komplexen Abstimmungsverfahren, welches die Stimmberechtigten überfordern könne. Die Möglichkeit, alternative Vorlagen zur Volksabstimmung zu unterbreiten, senke die Kompromissbereitschaft im parlamentarischen Gesetzgebungsverfahren. Die Einhaltung des Grundsatzes der Einheit der Materie werde gefährdet.

## Kantone

### Zürich
Das als «Referendum mit Gegenvorschlag von Stimmberechtigten» bezeichnete konstruktive Referendum im Kanton Zürich wurde im Rahmen der Totalrevision der Kantonsverfassung im Jahr 2005 eingeführt. Mit dem Argument, das Instrument habe sich in der Praxis nicht bewährt, wurde es im Jahr 2012 wieder abgeschafft.
Während des Bestehens dieser Form des Referendums wurde über acht Gegenvorschläge von Stimmberechtigten zu sieben Hauptvorlagen abgestimmt. In allen Fällen wurde der Gegenvorschlag abgelehnt. Einmal standen neben dem Hauptvorschlag des Kantonsrats zwei Gegenvorschläge zur Abstimmung; einmal kam es zu einer Kombination mit einer Variante des Kantonsrates. In diesen Fällen mussten mehrere Stichfragen gestellt werden. Zudem kam es im Jahr 2011 zu einer ausserordentlichen Häufung von Gegenvorschlägen, wobei an den jeweiligen Abstimmungsterminen den Stimmberechtigten noch zahlreiche weitere Vorlagen unterbreitet wurden. Dies erweckte den Eindruck der Unübersichtlichkeit und zu grossen Komplexität des Instruments des Gegenvorschlags und führte so zu dessen Abschaffung.

### Bern
Das als «Volksvorschlag» bezeichnete konstruktive Referendum wurde zum ersten Mal im Kanton Bern anlässlich der Totalrevision der Kantonsverfassung (KV) im Jahr 1993 als Novum im schweizerischen Staatsrecht eingeführt. Art. 63 Abs. 3 KV lautet: «Stellt der Grosse Rat keinen Eventualantrag, können 10’000 Stimmberechtigte innert drei Monaten seit Publikation eines Gesetzes oder eines Grundsatzbeschlusses einen Volksvorschlag einreichen. Dieser gilt als Referendum.» Der Grosse Rat als Kantonsparlament nimmt eine Prüfung der rechtlichen Zulässigkeit des Volksvorschlages vor und gibt eine Abstimmungsempfehlung ab.
Die Bestimmung, dass im Falle eines Eventualantrags des Parlaments kein Volksvorschlag möglich ist, hat zur Kritik Anlass gegeben, dass aus taktischen Motiven ein Volksvorschlag verhindert werden kann. Der Grosse Rat hat daher eine Änderung der Kantonsverfassung ausgearbeitet, welche in der kantonalen  Volksabstimmung vom 15. Mai 2022 mit 85,4 Prozent Ja-Stimmen angenommen wurde. Neu fällt der Eventualantrag dahin, wenn ein Volksvorschlag eingereicht wird.
Im Kanton Bern wurde bis zum Jahr 2016 zehnmal über einen Volksvorschlag abgestimmt. Siebenmal setzte sich der Volksvorschlag gegen die Parlamentsvorlage durch.

### Nidwalden
Die Einführung des als «Gegenvorschlag der Aktivbürgerschaft» bezeichneten konstruktiven Referendums im Kanton Nidwalden steht in engem Zusammenhang mit der Abschaffung der Landsgemeinde im Jahr 1996. Gemäss Art. 54a Abs. 2 und Abs. 3 KV können 500 Aktivbürgerinnen und Aktivbürger einem Antrag des Landrates betreffend Teilrevision der Verfassung beziehungsweise 250 Aktivbürgerinnen und Aktivbürger einem vom Kantonsparlament (Landrat) erlassenen oder abgeänderten Gesetz einen Gegenvorschlag gegenüberstellen. Wie im Kanton Bern prüft das Kantonsparlament den Gegenvorschlag.
Seit Einführung des Gegenvorschlags im Jahr 1996 bis zum Jahr 2016 wurden acht Gegenvorschläge eingereicht, die zu sieben Volksabstimmungen geführt haben. Zweimal erzielte der Gegenvorschlag aus dem Volk eine Ja-Mehrheit, sechs Gegenvorschläge wurden abgelehnt. Bei den beiden in der Hauptfrage erfolgreichen Gegenvorschlägen erzielte jeweils auch die Vorlage des Parlaments eine Mehrheit; die Parlamentsvorlage konnte sich in der Stichfrage gegen den Gegenvorschlag durchsetzen.

## Bund
Auf Bundesebene wurde die Volksinitiative «Mehr Rechte für das Volk dank dem Referendum mit Gegenvorschlag (Konstruktives Referendum)»  in der Volksabstimmung vom 24. September 2000 von Volk und Ständen abgelehnt (65,9 % Nein-Stimmen, 23:0 Standesstimmen). Die vorgeschlagene Regelung unterschied sich von den damals bereits bestehenden kantonalen Regelungen vor allem dadurch, dass nur ein bereits im Parlament eingebrachter und von mindestens fünf Prozent der Mitglieder eines Rates unterstützter Entwurf Gegenstand eines Gegenvorschlages hätte sein dürfen.